# Uwe Seifert
Uwe Seifert (* 1956) ist ein deutscher Musikwissenschaftler und Professor für Systematische Musikwissenschaft an der Universität zu Köln.

## Werdegang
Uwe Seifert studierte von 1986 und 1989 Systematische Musikwissenschaft an der Universität Hamburg mit einem Promotionsstipendium und wurde „summa cum laude“ promoviert. Das Thema der Dissertation lautete: „Systematische Musiktheorie und Kognitionswissenschaft. Zur Grundlegung der kognitiven Musikwissenschaft“. Ab 1993 arbeitete er für sechs Jahre als wissenschaftlicher Assistent im Fachbereich Systematische Musikwissenschaft an der Universität Hamburg, wo er sich 1999 mit dem Thema „Systematische Musiktheorie als Kognitionswissenschaft – Modellbildung und Computersimulation kognitiver Prozesse in der Geisteswissenschaft“ habilitierte. 
Seit 1999 hat Seifert die Professur für Musikwissenschaft mit Schwerpunkt Systematische Musikwissenschaft an der Universität zu Köln inne. Zwischen 2002 und 2008 war er Projektleiter im Sonderforschungsbereich und Forschungskolleg 427 „Medien und kulturelle Kommunikation“. Zudem war er zwischen 2006 und 2014 Partner der von der EU geförderten jährlich stattfindenden International Summer School in Systematic Musicology. Im Jahr 2010 ergab sich als Fortführung und als Ergebnis der Projekte im Sonderforschungsbereich / Forschungskolleg SFB427 die Mitarbeit bei dem von Michael A. Arbib initiierten und 2011 durchgeführten Strüngmann-Forum „Language, Music, and  the Brain: A Mysterious Relationship“ am Frankfurt Institute for Advanced Study (FIAS).
Seit 2015 arbeitet Seifert mit in der Study Group des Hanse‐Wissenschaftskollegs „Schlüsselthemen musikalischer Grundlagenforschung: Interdisziplinäre Musikforschung und Musikphilosophie heute“. Er ist seit 2017 Projektleiter „Language and Music in Cognition“ (Innovation in der Lehre).

## Wissenschaftliche Schwerpunkte
Zu seinen Schwerpunkten gehören: Biologische und kulturelle Entwicklung der menschlichen Musikkapazität, „Jupyter Notebook and Data Science in Computational Musicology“, Situierte Musikkognition und vergleichende Biomusikologie, Neue Medienkunst und künstlerisches Mensch-Roboter-Interaktionsdesign, „Interaction Action Studies“ sowie vergleichende Sprach-, Musik- und Handlungsforschung.

## Schriften (Auswahl)
- Systematische Musiktheorie und Kognitionswissenschaft: Zur Grundlegung der kognitiven Musikwissenschaft. Orpheus Verlag, Bonn-Bad Godesberg 1993, ISBN 3-922626-69-6.
- mit  P. F. M. J. Verschure, M. A. Arbib, A. J. Cohen, L. Fogassi, T. Fritz et al.: Semantics of Internal and External Worlds. In: Michael A. Arbib (Hrsg.): Language, Music, and the Brain: A Mysterious Relationship. The MIT Press, Cambridge, MA 2013, S. 203–229.
- Das Form-Inhalts-Problem der Musik und musikwissenschaftliche Grundlagenforschung – Das Forschungsprogramm der Kölner Kognitiven Musikwissenschaft. In: Arne Bense, Martin Gieseking, Bernhard Müßgen (Hrsg.): Musik im Spektrum technologischer Entwicklungen und Neuer Medien. Festschrift für Bernd Enders. Electronic Publishing, Osnabrück 2015, ISBN 978-3-940255-60-0.
- als Hrsg. mit Jin Hyun Kim, Anthony Moore: Paradoxes of Interactivity. Perspectives for Media Theory, Human-Computer Interaction, and Artistic Investigations. Transcript, Bielefeld 2015, ISBN 978-3-8394-0842-1.
- Relating the evolution of Music-Readiness and Language-Readiness within the context of comparative neuroprimatology. In: Interaction Studies. Band 19, Nr. 1–2, 2018, S. 86–101.